# Дегтяри (Сумская область)
Дегтяри (укр. Дігтярі) — село,
Павленковский сельский совет,
Лебединский район,
Сумская область,
Украина.
Код КОАТУУ — 5922987107. Население по переписи 2001 года составляло 2 человека .

## Географическое положение
Село Дегтяри находится у истоков реки Грунь,
ниже по течению примыкает село Мартынцы.

## Происхождение названия
На территории Украины 2 населённых пункта с названием Дегтяри.